# Telefoonkring
Een telefoonkring of telefooncirkel is een systeem waarmee via de telefoon meerdere personen, op regelmatige basis, met elkaar in contact zijn. 
Een aantal alleenwonende ouderen of leden van een vriendengroep spreken af een telefoonkring te vormen. De grootte van een deelnemende groep is beperkt, bijvoorbeeld 10 deelnemers. Een van de deelnemers krijgt de leiding en belt op een afgesproeken tijdstip de eerste persoon op de lijst om te vragen of het goed gaat. Deze persoon belt vervolgens de volgende, etcetera, en de laatste belt de groepsleider om de cirkel rond te maken. Neemt er iemand niet op dan kan dat doorgeven worden aan de groepsleider die contact opneemt met familie, buren of instanties om informatie in te winnen en mogelijk actie te ondernemen, zoals mogelijk medische zorg. 